# Alexandro Álvarez
Alexandro Álvarez Olivares (n. el 26 de enero de 1977 en la Ciudad de México, México) es un exfutbolista profesional mexicano. Ha jugado en la Primera División de México con el Necaxa, Morelos, Santos Laguna, Puebla y Morelia; así como en el fútbol peruano con el Coronel.

## Trayectoria
Alexandro Álvarez surgió de las fuerzas básicas de los Rayos del Necaxa. Debutó como profesional en la Primera División el 21 de noviembre de 1999 ante los Santos de Torreón, bajo la dirección de Raúl Arias.
En 2002, Álvarez fue traspasado al Celaya de la División de Ascenso, y de ahí volvió a la Primera División con los Colibríes de Morelos. Tras el descenso de los Colibríes, el arquero fue fichado por el club Santos Laguna, con el cual tuvo 10 participaciones en dos torneos.
En 2004 pasó a los Tiburones Rojos del Veracruz, donde no tuvo actividad. Al término de su paso por la escuadra veracruzana, Álvarez volvió al Necaxa, donde permaneció hasta 2007.
El portero contemplaba el retiro cuando le llegó una oferta del club peruano Coronel Bolognesi para contratarlo como refuerzo para la Copa Libertadores 2008. Para reemplazar a Manuel Heredia quien se encontraba lesionado. Su club cayó eliminado en la fase de grupos del torneo. Su paso por el cuadro tacneño no fue del todo bueno debido a que Diego Penny estaba en un buen nivel lo que significaba su llamado a la selección y el "Mostro" no pudo aprovechar las pocas oportunidades recibidas.
Tras su paso por la escuadra peruana, el Puebla FC se hizo de los servicios del guardameta como tercer arquero. Poco a poco, se fue ganando la titularidad del equipo poblano en los torneos siguientes bajo los mandatos de José Luis Trejo, Héctor Hugo Eugui y Sergio Bueno.
En 2013, Álvarez es cedido a préstamo al Cruz Azul Hidalgo del Ascenso MX. Posteriormente, pasa a las filas de Monarcas Morelia para el torneo Clausura 2014.
Para el torneo Clausura 2015, el portero regresa a la división de ascenso para defender los colores del Atlético San Luis. jugó muy poco y para el Apertura 2015, se inició como Auxiliar Técnico en Monarcas Sub-20, dando a entender que se retiró de las canchas. En mayo de 2017, es nombrado entrenador de porteros como parte del cuerpo técnico de Ignacio Ambriz en el Club Necaxa.

### Clubes[9]
| I.D. Necaxa · México |               |               |     |    |    |     |
| 1.ª | 1999-00       | 4             | -   | 3  | 7  |     |
| 1.ª | 2000-01       | 36            | -   | 3  | 39 |     |
| 1.ª | 2001-02       | 21            | -   | 6  | 27 |     |
| 1.ª | 2006-07       | 13            | 0   | 6  | 19 |     |
| 1.ª | 2007          | 2             | -   | -  | 2  |     |
| Total club | Total club    | 76            | 0   | 18 | 94 |     |
| Atlético Celaya · México |               |               |     |    |    |     |
| 1.ª | 2002          | 2             | -   | -  | 2  |     |
| Total club | Total club    | 2             | -   | -  | 2  |     |
| Colibríes de Morelos · México |               |               |     |    |    |     |
| 1.ª | 2003          | 11            | -   | -  | 11 |     |
| Total club | Total club    | 11            | -   | -  | 11 |     |
| C. Santos Laguna · México |               |               |     |    |    |     |
| 1.ª | 2003-04       | 10            | 0   | 0  | 10 |     |
| Total club | Total club    | 10            | 0   | 0  | 10 |     |
| Veracruz · México |               |               |     |    |    |     |
| 1.ª | 2004-05       | 0             | -   | -  | 0  |     |
| Total club | Total club    | 0             | -   | -  | 0  |     |
| Coronel Bolognesi F.C. · Perú |               |               |     |    |    |     |
| 1.ª | 2008          | 6             | -   | 1  | 7  |     |
| Total club | Total club    | 6             | -   | 1  | 7  |     |
| Puebla F.C. · México |               |               |     |    |    |     |
| 1.ª | 2009          | 1             | -   | -  | 1  |     |
| 1.ª | 2009-10       | 9             | 1   | -  | 10 |     |
| 1.ª | 2010-11       | 33            | -   | 3  | 36 |     |
| 1.ª | 2011-12       | 29            | -   | -  | 29 |     |
| 1.ª | 2012-13       | 13            | 9   | -  | 22 |     |
| Total club | Total club    | 85            | 10  | 3  | 98 |     |
| Cruz Azul Hidalgo · México |               |               |     |    |    |     |
| 2.ª | 2013          | 10            | 1   | -  | 11 |     |
| Total club | Total club    | 10            | 1   | -  | 11 |     |
| Monarcas Morelia · México |               |               |     |    |    |     |
| 1.ª | 2014          | 0             | 0   | -  | 0  |     |
| 1.ª | 2014          | 0             | 2   | -  | 2  |     |
| Total club | Total club    | 0             | 2   | -  | 2  |     |
| Atlético San Luis · México |               |               |     |    |    |     |
| 2.ª | 2015          | 0             | 6   | -  | 6  |     |
| Total club | Total club    | 0             | 6   | -  | 6  |     |
| Total carrera | Total carrera | Total carrera | 200 | 19 | 22 | 241 |
| (1)Incluye datos de la Copa MX e InterLiga (2004, 2007 y 2010) (2)Incluye datos de la Copa Campeones CONCACAF (1999), Mundial de Clubes (2000), Copa Merconorte (2000 y 2001), Copa Libertadores (2004, 2007 y 2008) y SuperLiga (2010) |               |               |     |    |    |     |

## Selección nacional

### Categorías menores
Sub-20
Fue seleccionado nacional sub-20 por el entrenador José Luis Real para jugar el 
Mundial de 1997 siendo titular en todos los encuentros.
| Mundial                                | Sede    | Resultado        |
| -------------------------------------- | ------- | ---------------- |
| Copa Mundial de Fútbol Juvenil de 1997 | Malasia | Octavos de final |

Sub-23
Posteriormente fue seleccionado sub-23 disputando los Juegos Centroamericanos de 1998 y en los Juegos Panamericanos de 1999 donde se colgó el oro sin embargo no fue contemplado para el Preolímpico de Hershey.

## Palmarés

### Copas nacionales
| Título       | Club             | País           | Año  |
| ------------ | ---------------- | -------------- | ---- |
| InterLiga    | Santos Laguna    | Estados Unidos | 2004 |
| InterLiga    | Necaxa           | Estados Unidos | 2007 |
| SuperCopa MX | Monarcas Morelia | México         | 2014 |

### Copas internacionales
| Título                  | Club   | País           | Año  |
| ----------------------- | ------ | -------------- | ---- |
| Copa Campeones CONCACAF | Necaxa | Estados Unidos | 1999 |